# Noël Patrocle de Thoisy
 (septembre 2018).
Noël Seguin de Thoisy Patrocle ou Patrocle de Thoisy ou Patrocles de Thoisy ou de Patrocles de Thoisy,  mort en 1671,  est l'un des premiers gouverneurs généraux des Antilles françaises. Il est nommé par le jeune roi Louis XIV pendant la régence d'Anne d'Autriche à une époque où les colonies appartiennent à la Compagnie des Îles d'Amérique. Son prédécesseur, Philippe de Longvilliers de Poincy, refuse de reconnaître sa nomination, l'empêche par la force de prendre ses fonctions sur l'île Saint-Christophe, et, finalement, le fait arrêter et rentrer en France. Puis, la société discréditée vend les îles à leurs gouverneurs locaux et est dissoute.

## Biographie
Noël Séguin Patrocle de Thoisy (?-1671), est le fils d'Hercule Séguin Patrocle,, écuyer ordinaire d'Anne d'Autriche,,, un neveu de Jean de Beauclerc (seigneur de Frémigny), chevalier, lieutenant-général pour le Roi aux îles d'Amérique (Saint Christophe, la Martinique), conseiller du Roi et de son conseil, marié en 1656 avec Magdeleine Cléron.
1645 : Le 25 février, la Compagnie des Îles d'Amérique nomme Noël Patrocle de Thoisy, gouverneur-général des îles d'Amérique pour remplacer Philippe de Longvilliers de Poincy. Repoussé par Poincy, le gouverneur en place,, il s'installe en Guadeloupe en attendant.
1646 : Le 29 avril, Thoisy promulgue une déclaration du roi établissant dans chaque île une justice souveraine. Furieux de sa présence prolongée, Charles Houël lève une révolte contre Thoisy qui doit retourner en France.
1647 : Il est emprisonné à Saint-Christophe, puis renvoyé en France en mai 1647.
Remplacé à son poste par Noël Patrocle de Thoisy le 20 février 1645, Philippe de Longvilliers de Poincy s'oppose au débarquement de son successeur parvenu à Saint-Christophe le 25 novembre, après avoir séjourné à la Martinique et la Guadeloupe. Il refuse de reconnaître le sieur de Thoisy que lui avait donné comme successeur la Reine régente. Il en résulte de graves troubles politiques dans les Antilles.
Une expédition contre Saint-Christophe est organisée depuis la Guadeloupe. Les opérations sont menées par Du Parquet à partir du 18 janvier 1646. Du Parquet enlève les deux neveux de Poincy, puis est défait : réfugié auprès du Commandant de la partie anglaise de l'île, il est trahi par ce dernier qui le livre à Poincy.
Poincy aurait ensuite fomenté des soulèvements contre la Compagnie à la Martinique, par un certain Boutain, puis un certain Beaufort. Marie Bonnard, épouse secrète de Du Parquet réussit avec l'aide de Le Fort, à amener le commandant en second de la Martinique, La Pierrière, à mettre fin à la sédition en assassinant Beaufort, et en proposant l'échange de Du Parquet contre les neveux du Commandeur de Poincy.
Finalement, Du Parquet est échangé contre Patrocle de Thoisy lui-même à la suite d'un complot auquel participent les lieutenants de Poincy dont La Vernade, et Le Fort et La Pierrière. Poincy expédie son prisonnier en France où il arrive le 17 mai 1647. Du Parquet avait quitté St-Christophe le 6 février 1647 après une année entière de captivité.